# Птицемлечник
Птицемле́чник (лат. Ornithógalum, Орнитогалум) — род многолетних луковичных травянистых растений подсемейства Гиацинтовые (Hyacinthaceae) семейства Спаржевые (Asparagaceae) порядка Спаржецветные (Asparagales), ранее относимый к Лилейным (Liliaceae). Эти цветковые растения распространены большей частью в субтропической и умеренной зонах Средиземноморья, западной Азии и Южной Африки, встречаются в Евразии, один вид — в Южной Америке, четыре — в Северной.
Четыре вида были внесены в Красную книгу СССР, один вид — Птицемлечник дуговидный (Ornithogalum arcuatum) — внесён в Красную книгу России.
Некоторые виды выращиваются как декоративные в открытом грунте, отдельные — в оранжереях.

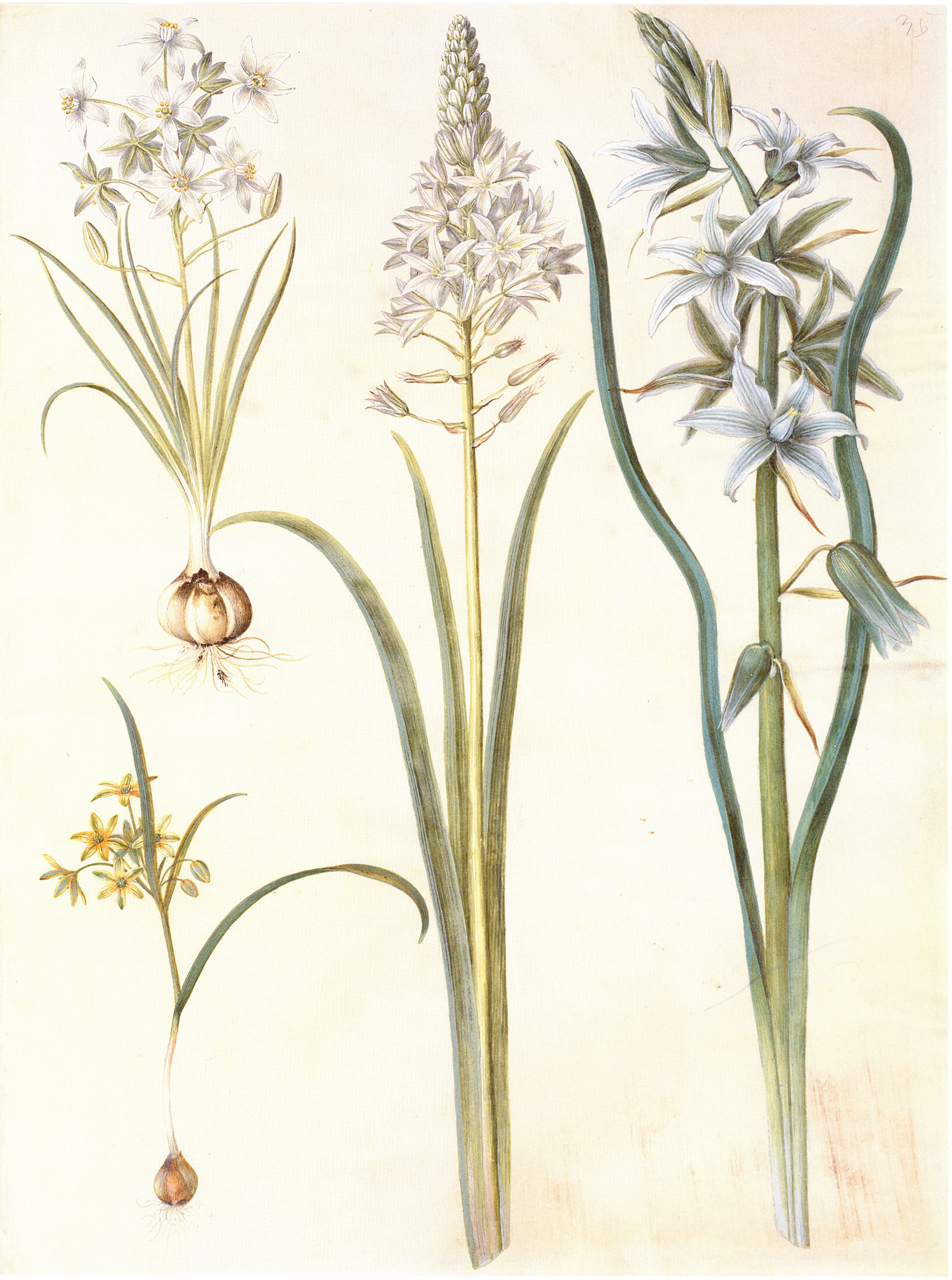
Птицемлечник зонтичный и Птицемлечник поникший. Ботаническая иллюстрация из «Gottorfer Codex», 1649—1659

## Название
Научное латинское название рода происходит от греческих слов «ornis» — птица и «gala» — молоко. Название было дано, вероятно, за окраску цветков и должно означать «птичье молоко».
Имя растения на английском языке, видимо из-за звездообразных цветов, звучит как «Звезда Вифлеема» (англ. Star of Bethlehem). Немецкое название можно перевести как «Молочные звёзды» (нем. Milchsterne).

## Описание
Высота растения от 30 до 85 см.
Луковицы яйцевидные, округлые или продолговато-яйцевидные, одеты плотными кроющими чешуями, диаметром 2—5 см. Корни не отмирают, а постепенно сменяются.
Листья прикорневые, с беловатой средней жилкой, линейные или ремневидные. Появляются раньше цветоносов. У некоторых видов листья появляются осенью, зимуют и только потом отмирают.
Цветки белые или слегка желтоватые, обычно с зелёной полоской на наружной стороне листочков околоцветника, собраны в кистевидные или щитковидные верхушечные соцветия, не имеют запаха.
Плод — коробочка. Семена плоские, округлые, чёрные.

## Хозяйственное значение и применение
Некоторые виды ядовиты. Ядовитость обусловлена содержанием сердечных гликозидов и, возможно, неустановленных алкалоидов.
Луковицы птицемлечника пиренейского употребляют в пищу жареными и маринованными.
Ростки отдельных видов пригодны для употребления в пищу подобно спарже.
Как горшочное растение выращивают Ornithogalum candicans. Это крупное растение с цветоносом, достигающим 1—1,3 м в высоту, выращивается в горшках. В мае-июне на каждом стебле вырастает более 20 поникающих цветков-колокольчиков до 4 см длиной. Узкие листья достигают 70 см в длину.

## Таксономия
Ornithogalum L. Species Plantarum 1: 306. 1753.

### Синонимы
Согласно последним исследованиям, многие виды из других родов были отнесены к роду Ornithogalum, вследствие чего название рода имеет множество синонимов:
- Albuca L.
- Avonsera Speta
- Battandiera Maire
- Cathissa Salisb.
- Coilonox Raf.
- Dipcadi Medik.
- Eliokarnos Raf.
- Elsiea F.M.Leight.
- Galtonia Decne.
- Honorius Gray
- Lindneria T.Durand & Lubbers
- Loncomelos Raf.
- Melomphis Raf.
- Neopatersonia Schönland
- Pseudogaltonia (Kuntze) Engl.
- Stellarioides Medik.
- Uropetalon Burch. ex Ker Gawl.
- Zahariadia Speta

### Систематика
Положение Птицемлечника в классификации часто менялось, до последнего времени род относился к лилейным. Совсем недавно род был отнесён в собственное подсемейство Птицемлечниковые (Ornithogaloideae) семейства Гиацинтовые (Hyacinthaceae).
В зависимости от автора классификации количество описываемых видов меняется, некоторые подвиды рассматриваются как виды. Всего насчитывается от 100 до 300 видов, на территории России и сопредельных стран встречается около 30 видов.
Иногда род делят на три подрода: Ornithogalum subg. Ornithogalum, Ornithogalum subg. Myogalum и Ornithogalum subg. Beryllis.

### Виды
| Латинское название                                  | Русское название           | Подрод       | Ареал                            | Синонимы |
| --------------------------------------------------- | -------------------------- | ------------ | -------------------------------- | --- |
| Ornithogalum arabicum L.                            | Птицемлечник арабский      |              | Европа                           | |
| Ornithogalum arcuatum Steven                        | Птицемлечник дуговидный    | Beryllis     | Кавказ, Крым                     | |
| Ornithogalum schmalhausenii Albov                   | Птицемлечник Шмальгаузена  | Ornithogalum | Кавказ, Малая Азия               | Птицемлечник Балансы (Ornithogalum balansae Boiss.) Ornithogalum oligophyllum E.D.Clarke                                                        |
| Ornithogalum boucheanum (Kunth) Asch.               | Птицемлечник Буше          | Myogalum     | Балканы, Малая Азия              | |
| Ornithogalum dubium Houtt.                          | Птицемлечник сомнительный  |              | Южная Африка                     | Ornithogalum aureum Curtis Ornithogalum thyrsoides var. aureum (Curtis) Baker                                                                   |
| Ornithogalum fimbriatum Willd.                      | Птицемлечник бахромчатый   | Ornithogalum | Балканы, Малая Азия              | |
| Ornithogalum gussonei Ten.                          | Птицемлечник Гуссона       |              | Восточная Европа                 | Ornithogalum tenuifolium Guss. |
| Ornithogalum longebracteatum Jacq.                  |                            |              | Южная Африка                     | Птицемлечник хвостатый (Ornithogalum caudatum Jacq.) Другие названия: Индийский лук, или Китайский лук, или Морской лук, или Ложный морской лук |
| Ornithogalum magnum (Baker) J.C.Manning & Goldblatt | Птицемлечник крупный       | Beryllis     | Закавказье                       | |
| Ornithogalum montanum Cirillo                       | Птицемлечник горный        | Ornithogalum | Восточное Средиземноморье        | Ornithogalum montanum var. platyphyllum Boiss.                                                                                                  |
| Ornithogalum umbellatum L.                          | Птицемлечник зонтичный     | Ornithogalum | Европа                           | Белые брандушки |
| Ornithogalum nutans L.                              | Птицемлечник поникший      | Myogalum     | Европа                           | |
| Ornithogalum pyramidale L.                          | Птицемлечник пирамидальный | Beryllis     | Балканы                          | |
| Ornithogalum narbonense L.                          | Птицемлечник нарбоннский   | Beryllis     | Южная Европа                     | |
| Ornithogalum platyphyllum Boiss.                    | Птицемлечник плосколистный |              | Кавказ                           | |
| Ornithogalum transcaucasicum Miscz. ex Grossh.      | Птицемлечник закавказский  | Ornithogalum | Закавказье                       | |
| Ornithogalum thyrsoides Jacq.                       | Птицемлечник тирсовидный   |              | Южная Африка (Капская провинция) | |
| Ornithogalum woronowii Krasch.                      | Птицемлечник Воронова      | Ornithogalum | Кавказ, Крым                     | |
| Ornithogalum tempskyanum Freyn et Sint.             | Птицемлечник Темпского     | Ornithogalum | Армения                          | |
| Ornithogalum schelkownikowii Grossh.                | Птицемлечник Шелковникова  | Beryllis     | Закавказье                       | |
| Ornithogalum ponticum Zahar.                        | Птицемлечник понтийский    | Beryllis     | Крым, Кавказ                     | Птицемлечник пиренейский (Ornithogalum pyrenaicum L.)                                                                                           |
| Ornithogalum sintenisii Freyn                       | Птицемлечник Зинтениса     | Ornithogalum | Дагестан, Иран                   | Птицемлечник Шишкина (Ornithogalum schischkinii Krasch.)                                                                                        |
| Ornithogalum saundersiae Baker                      | Птицемлечник Саундерса     |              | Южная Африка                     | |

и многие другие